# Chris Small
Christopher "Chris" Small, född 1973 i Leith utanför Edinburgh, skotsk före detta professionell snookerspelare.

## Karriär
Small blev professionell 1991, och blev i VM 1992 den yngste någonsin att vinna sin debutmatch i The Crucible Theatre (10-7 mot Doug Mountjoy). Trots detta skulle Small aldrig komma längre än till åttondelsfinalen i VM, under hela sin karriär. 1992 vann han även Benson & Hedges Championship, och kvalificerade sig därmed för Masters.
Small låg stadigt bland topp-32 på världsrankingen under flera säsonger, men efter hans enda rankingtitel i karriären, LG Cup 2002 (där han slog landsmannen Alan McManus i finalen), steg han till plats 12 på rankingen inför säsongen 2004/05. Han plågades dock av ryggproblem, och säsongen slutade med att han fick kasta in handduken i sin match i första omgången i VM 2005, vid ställningen 1-7 mot samme Alan McManus.
Small blev tvungen att avsluta karriären år 2005 på grund av ryggproblemen, närmare bestämt den ovanliga sjukdomen ankyloserande spondylit. Han har inte kunnat arbeta efter karriären och har haft svårt att få pengar ur fonden för skadade idrottsmän. Detta har kritiserats av många kända snookerprofiler.

## Titlar

### Rankingtitlar
- LG Cup - 2002

### Övriga titlar
- Benson & Hedges Championship - 1992